# 绍梅伊
绍梅伊（法語：Chaumeil，法語發音：[ʃomɛj]）是法国科雷兹省的一个市镇，属于蒂勒区。

## 地理
绍梅伊（45°27'23"N, 1°52'54"E）面积31.7 平方千米，位于法国新阿基坦大区科雷兹省，该省份为法国中南部省份，北起上维埃纳省和克勒兹省，西接多爾多涅省，南至洛特省，东临多姆山省和康塔爾省。
与绍梅伊接壤的市镇（或旧市镇、城区）包括：格朗赛涅、梅里尼亚克-莱格利斯、普拉迪讷、圣奥古斯坦、圣伊里耶勒代雅拉、萨朗、韦镇。

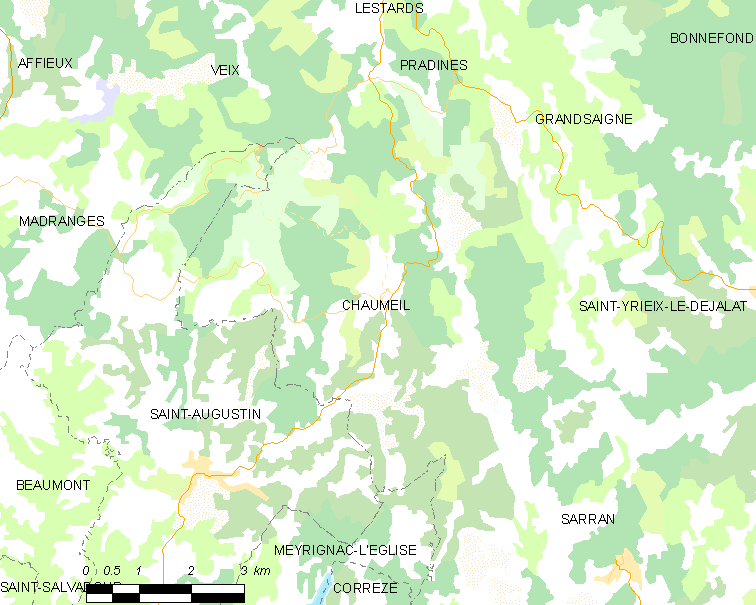
绍梅伊的OSM定位图

绍梅伊的时区为UTC+01:00、UTC+02:00（夏令时）。

## 行政
绍梅伊的邮政编码为19390，INSEE市镇编码为19051。

## 政治
绍梅伊所属的省级选区为埃格勒通县。

## 人口

1962-2008年间绍梅伊人口变化图示

绍梅伊于2022年1月1日时的人口数量为166人。